# Gejza Dusík
Gejza Dusík (* 1. April 1907 in Zavar, Österreich-Ungarn; † 6. Mai 1988 in Bratislava) war ein slowakischer Komponist, der als Begründer der slowakischen Operette und der modernen slowakischen Unterhaltungsmusik gilt.

## Leben

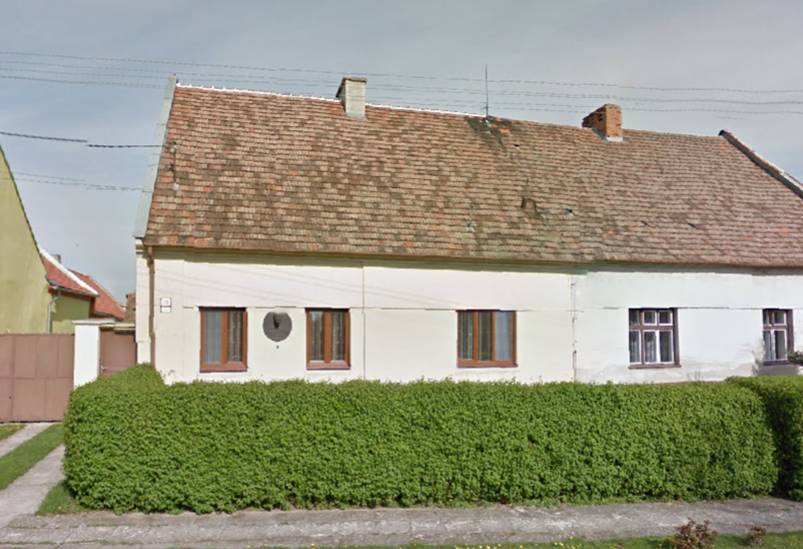
Geburtshaus von Gejza Dusík in Zavar

Gejza Dusík verbrachte seine Kindheit in Križovany nad Dudváhom. Nach der Matura im Jahr 1928 studierte er vier Semester an der Medizinischen Fakultät der Comenius-Universität, doch wegen der Beliebtheit seiner Tanzlieder brach er das medizinische Studium ab und studierte stattdessen zwischen 1932 und 1936 am Neuen Wiener Konservatorium als Student von Eugen Zándor. Noch während des Studiums komponierte er seine erste Operette, Tisíc metrov lásky, die 1935 im Slowakischen Nationaltheater uraufgeführt wurde. 1939 wurde er Angestellter des Slowakischen Komponistenverbands (slowakisch Slovenský autorský zväz, Vorgänger der heutigen Organisation SOZA), 1949 wurde er zum Leiter befördert und verblieb dort bis 1974. 1942 gründete er außerdem einen eigenen Musikverlag, der bis 1948 bestand.
Dusík komponierte mehr als 250 Tanzlieder während seiner Lebenszeit. Er starb in Bratislava und ist in Martin bestattet.

## Auszeichnungen

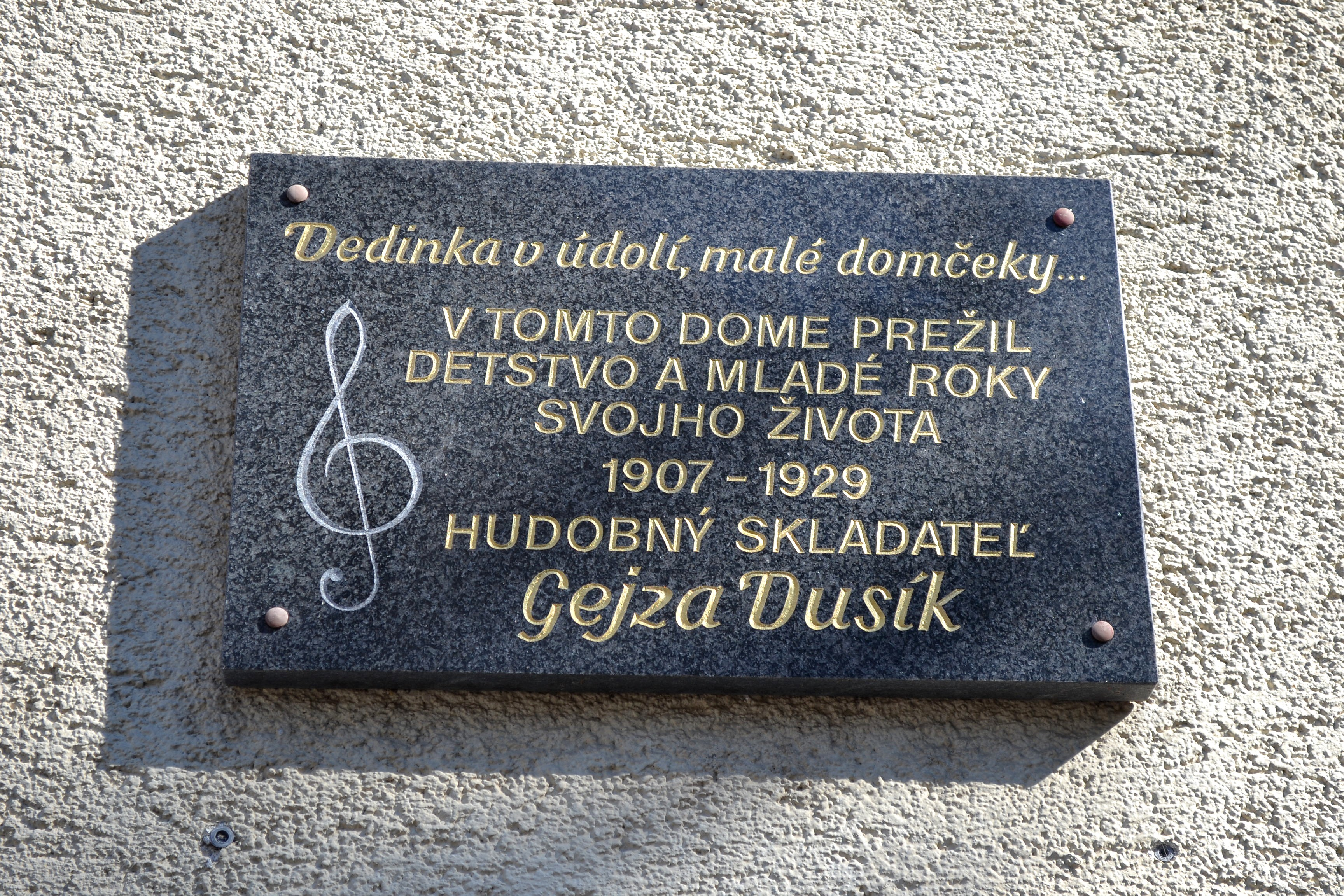
Gedenktafel in Križovany nad Dudváhom

- 1964 Verdienter Künstler der Tschechoslowakei
- 1988 Nationalkünstler der Tschechoslowakei
- 2007 Ľudovít-Štúr-Orden 1. Klasse in memoriam

## Werke

### Operetten
- 1935 Tisíc metrov lásky
- 1938 Keď rozkvitne máj
- 1939 Modrá ruža
- 1940 Pod cudzou vlajkou
- 1941 Turecký tabak
- 1943 Osudný valčík
- 1944 Tajomný prsteň
- 1954 Zlatá rybka
- 1956 Hrnčiarsky bál
- 1963 Karneval na Rio Grande
- 1965 Dvorná lóža
- 1971 To by bola láska
- 1980 Víno pre Marínu

### Symphonieorchester
- 1934 Myra
- 1936 Ružová nálada, intermezzo
- 1936 Spomienka na Piešťany
- 1937 Na vlnách Dunaja
- 1947 Fantázia z operety Tajomný prsteň
- 1949 Idylické obrázky
- 1949 Koncertný valčík
- 1951 Našim rekreantom
- 1951 Z melódie do melódie
- 1953 Rapsódia
- 1956 Obrázky z Trenčianskych Teplíc
- 1965 Podvečerná idyla
- 1971 Nedeľa na dedine
- 1971 Harmónia
- 1973 Prvomájová predohra
- 1977 Októbrová predohra

### Kammerorchester
- 1975 Slávnostná suita
- 1977 Reminiscencie
- 1977 Slovenská rapsódia

### Lieder (Auswahl)
- Už pláva loď moja
- Svätojánske mušky
- Je to iba zvyk
- Keď harmonika tíško znie
- Ružičky červené
- Široká cestička
- Láska okolo blúdi
- Keď rytmus volá
- Až v chotári nevädze rozkvitnú
- Nech je šťastný celý svet
- Hviezdy nad Jadranom
- Svetlo a tieň
- Večer pri Dunaji
- Najkrajšia spomienka
- Kytica ruží
- Len bez ženy
- Nebozkané pery
- Dedinka v údolí
- Tak smutno mi je bez Teba
- Rodný môj kraj
- Čo sa mi môže stať
- Tak nekonečne krásna
- Pieseň o rodnej zemi
- Modrá ruža
- Dve oči neverné
- Poprosme hviezdy
- Vám jedine Vám
- Marína
- Podaj mi rúčku